# Blåvands Huk

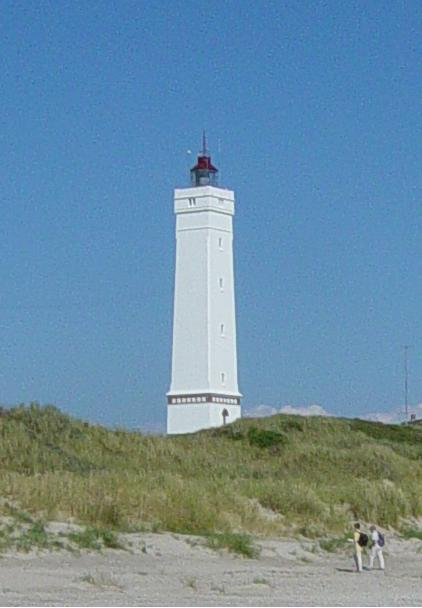
Vista del far de Blåvands Huk des de la platja

Blåvands Huk o Blåvandshuk és un promontori front el Mar del Nord de la costa de Jutlàndia, al nord-oest de la ciutat d'Esbjerg, que és el punt més occidental de Dinamarca.
Blåvands Huk havia donat nom al municipi de Blåvandshuk que va existir fins al primer de gener del 2007 quan va entrar en vigor la reforma municipal aprovada pel Parlament de Dinamarca el 2005. L'antic municipi tenia una superfície de 223 km² i una població 4.378 (2005) habitants. El darrer alcalde va ser Hans Christian Thoning, del Venstre. La principal ciutat i seu del seu consell municipal era Oksbøl. Amb la reforma l'antic municipi e s va fusionar amb els de Blaabjerg, Helle, Varde i Ølgod per formar el nou municipi de Varde.
Al sud se situa la península de Skallingen que avança vers el sud-est deixant Blåvands Huk com un sortint envoltat d'aigua. Al sud-est de Skallingen hi ha la badia de Fanø (Bugt Fanø) on hi ha l'illa de Fanø, en el que es coneix com a mar de Wadden, i al nord-est la petita illa de Langli.